# دهستان چپکرود شرقی
دهستان چپکرود شرقی، یکی از دهستان‌های بخش گیل‌خوران شهرستان جویبار در استان مازندران ایران است. مرکز این دهستان، روستای کردکلا است.
نام پیشین این دهستان، گیل‌خوران بوده و سپس به چپکرود و در پایان به چپکرود شرقی تغییرنام پیداکرد.

## جمعیت
بر پایه سرشماری عمومی نفوس و مسکن در سال ۱۳۹۵، جمعیت دهستان چپکرود شرقی برابر با ۴٬۸۳۸ نفر بوده‌است.